# Friedrich Streib
Friedrich Streib (* 1781 in Bruchsal; † 28. April 1852 in Coburg) war ein deutscher Architekt, Baumeister in Diensten der Herzöge Ernst I. und Ernst II. von Sachsen-Coburg und Gotha und Gründer der Vorläuferin der Baugewerksschule und damit der späteren Hochschule Coburg.

## Leben und Wirken

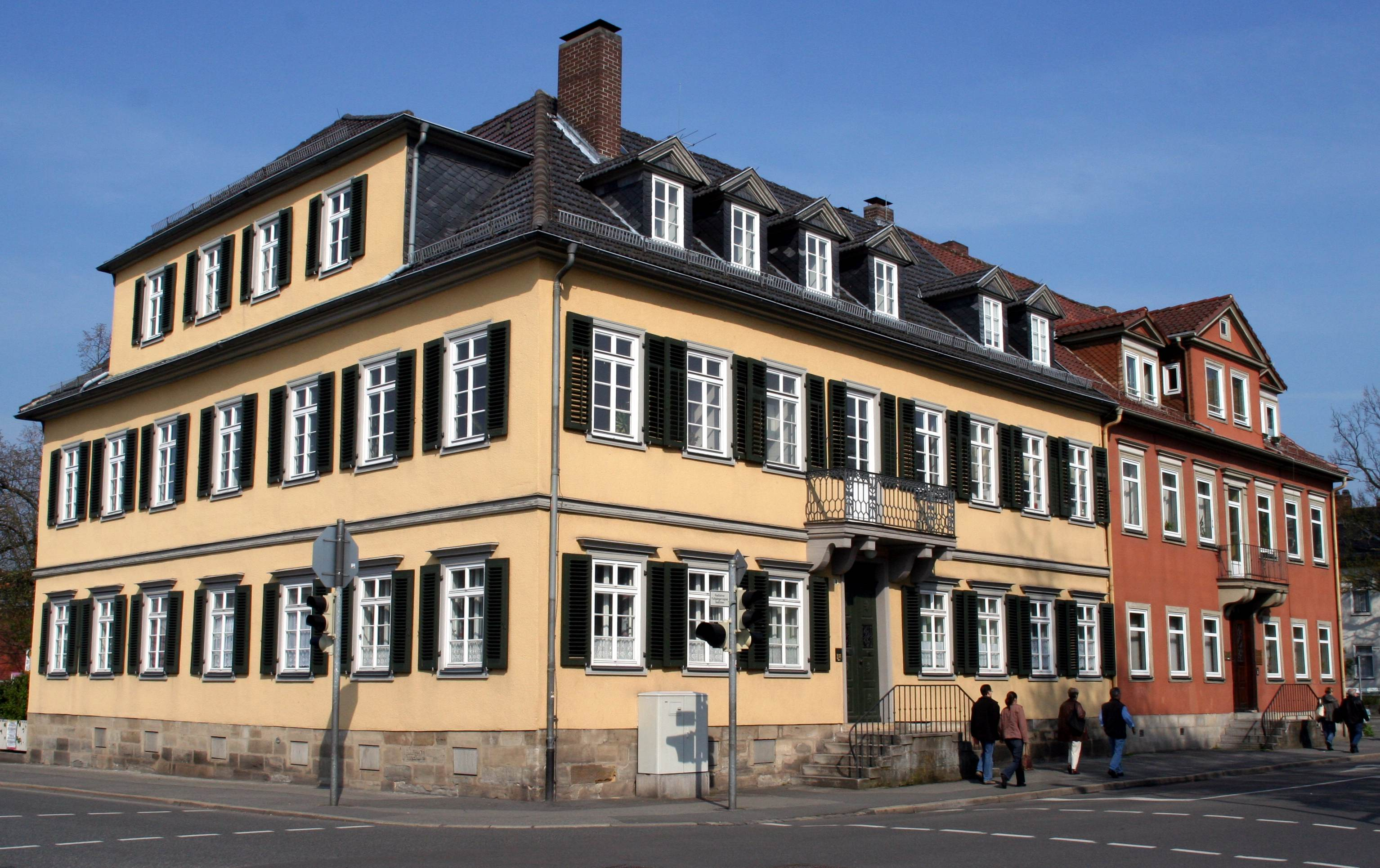
Ketschendorfer Straße 8 in Coburg

Herzog Ernst I. wünschte 1810 einen Architekten, der für die herzoglichen Dienste gesucht und hauptsächlich im praktischen Fache geübt sein müsse, damit die Zwecke des Bauherrn auf wohlfeilste Art erreicht werden. Ist aber der Architekt zugleich ästhetischer Bau-Künstler so ist es besser. Der mit der Suche beauftragte Geheime Konferenzrat Christoph Arzberger wurde 1811 bei Oberbaudirektor Friedrich Weinbrenner in Karlsruhe fündig, der drei Schüler seiner privaten Bauschule, darunter Friedrich Streib, als geeignet vorschlug. Streibs Einladung zur Vorstellung in Coburg erfolgte im April 1812. Nach dreimonatigen Probearbeiten stellte der Herzog ihn zunächst für ein Jahr befristet ein. Zu dieser Zeit war er der herzoglichen Baukommission als vorgesetzte Behörde unterstellt.
Nach Ablauf des Jahres erhielt Streib 1813 eine Festanstellung und wurde Mitglied der Schlossbaukommission, der er bis 1830 angehörte. Da er von seinem bescheidenen Gehalt nicht existieren konnte, trug Streib sich mit dem Gedanken, eine Architektonische Zeichenschule für Handwerksleute zu betreiben. Dieses Ansinnen wurde von Ernst I. ausdrücklich befürwortet. Nach einigem Hin und Her über geeignete Räumlichkeiten und finanzielle Unterstützung konnte Streib die Gründung des Friedrich Streibschen Instituts für Baugewerbsleute in der Zeitung Hrzgl. Sachsen-Coburgsches-Regierungs- und Intelligenzblatt vom 9. November 1814 anzeigen. Das Institut wurde in der Folge als von der Landesregierung begünstigte Privatanstalt geführt.
Im April 1816 wurde Streib zum Hofarchitekten ernannt, befasste sich neben seiner Tätigkeit in der Schlossbaukommission aber immer mehr mit Aufgaben des Stadt- und Landbaus. So erstellte er 1821 Neubauten vor dem Coburger Ketschentor. Er beteiligte sich maßgeblich am Wiederaufbau des 1822 bis auf wenige Häuser abgebrannten Ortes Lehesten. 1829 entstand unter seiner Leitung eine neue Lauterbrücke in Neuses als Ersatz für den baufällig gewordenen Vorgängerbau. Anschließend war Streib mit verschiedenen Aufgaben in Königsberg und den angrenzenden Orten Kößlau und Altershausen betraut.
Bereits Ende 1812 und nochmals 1821 wurde auf Wunsch des Herzogs versucht, Streib mit der Leitung des städtischen Bauwesens zu betreuen. Der Magistrat der Stadt Coburg lehnte diese Ansinnen beide Male ab, wobei sich die Auseinandersetzungen zwischen dem Herzogtum und dem Magistrat in dieser Sache bis 1824 hinzogen. 1831 erfolgte Streibs offizielle Beförderung zum Landbaumeister. 
Dem zweiten großen Stadtbrand in Neustadt bei Coburg (damals Neustadt an der Haide) 1839 fielen 179 der 226 Gebäude zum Opfer, darunter auch das Rathaus und die Stadtkirche. Mit deren Wiederaufbau war Streib lange und intensiv beschäftigt. 1844 baute er das Schulhaus in Watzendorf, Schul- und Pfarrhaus in Weitramsdorf und das Pfarrhaus in Scherneck. Weitere Schulbauten entstanden unter seiner Leitung in Beuerfeld, Mönchröden, Fürth am Berg, Unterwohlsbach und Hassenberg.
1846 scheiterte ein erneuter Versuch, Streib zum Stadtbaurat zu ernennen. Vier Jahre später wollte man ihn mit nahezu 69 Jahren in den Ruhestand versetzen. Herzog Ernst II., seit 1844 Streibs oberster Dienstherr, zögerte eine Entscheidung darüber bis Anfang 1852 hinaus und teilte erst dann der Landesregierung mit, dass Streib mit der ihm gesetzmäßig zustehenden Pension im Pensionsfonds aufgeführt werden soll. Friedrich Streib erlebte dies jedoch nicht mehr. Er starb am 28. April 1852.
Sein Sohn Wilhelm Streib war 1849 Hofbaumeister in Coburg.

## Bauwerke
Streibs Coburger Bauwerke zählen zu den denkmalgeschützten Bauten der Stadt. In Coburg wurden folgende Bauten durch Friedrich Streib geplant und ausgeführt:
- Ketschendorfer Straße 8 (Wohn- und Bürogebäude)
- Nicolaus-Zech-Straße 2 (Pfarrkirche Scheuerfeld)
- Seidmannsdorfer Straße 277 (Pfarrhaus Seidmannsdorf)